# Prisioneiro do Passado
Dark Passage (bra/prt: Prisioneiro do Passado) é um filme estadunidense de 1947, do gênero suspense policial, escrito e dirigido por Delmer Daves, com roteiro baseado no romance Dark Passage, de David Goodis.
É um dos primeiros filmes a utilizar a técnica da "câmera subjetiva" no cinema norte-americano. A técnica, que consiste em cenas filmadas na perspectiva do personagem, foi necessária para não revelar a fisionomia de Vincent Parry (interpretado por Humphrey Bogart) antes da cirurgia plástica que modificaria seu rosto.

## Sinopse
Vincent Parry, um homem condenado por matar sua esposa, escapa da prisão a fim de provar sua inocência. Para não voltar à cadeia, faz uma cirurgia plástica para modificar o rosto, e quando está se recuperando da cirurgia, é ajudado por Irene Jansen, apaixonando-se pela mulher. 
Agora, Vincent Parry tem uma grande dúvida em sua vida: ou foge do país para viver um grande amor com Irene, ou fica na cidade para descobrir quem é o verdadeiro assassino de sua esposa. 

## Elenco
- Humphrey Bogart ..... Vincent Parry
- Lauren Bacall ..... Irene Jansen
- Bruce Bennett ..... Bob
- Agnes Moorehead ..... Madge Rapf
- Clifton Young ..... Baker
- Douglas Kennedy ..... Detetive Kennedy
- Rory Mallinson ..... George Fellsinger
- Houseley Stevenson ..... Dr. Walter Coley
- John Arledge ..... Lonely